# Nereidum Montes

Nereidum Montes é uma cordilheira em Marte. Ela se estende por 3,677 km, a noroeste de Argyre Planitia.
Há uma cratera localizada a 45.1°S, 55.0°W em Nereidum Montes, similar à cratera Galle, descoberta pela Mars Reconnaissance Orbiter em 28 de janeiro de 2008. Esta cratera também possui um "rosto feliz", mas é muito menor que a cratera Galle.

## Ravinas marcianas
Ravinas são comuns em algumas partes de Marte. Elas ocorrem em encostas íngremes, especialmente nas paredes das crateras, mas Charitum Montes, um grupo de montanhas, apresenta ravinas em alguns locais. Acredita-se que as ravinas sejam relativamente jovens por possuírem poucas ou nenhuma cratera, e elas se situam no topo de dunas de areia que são em si jovens.  Geralmente, cada ravina possui uma alcova, um canal e uma placa. Apesar de muitas idéias terem sido propostas para explicá-las, as mais populares envolvem água líquida originária de um aquífero ou impressões de antigas geleiras.

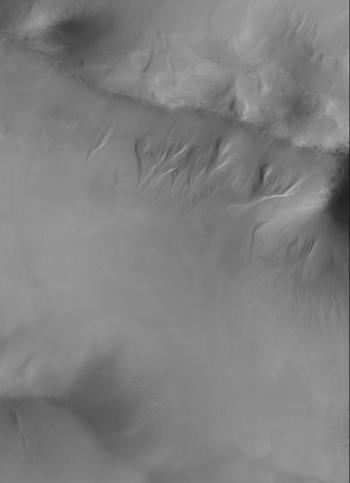
Ravinas na borda ocidental de Argyre Planitia vistas pelo instrumento CTX da Mars Reconnaissance Orbiter.
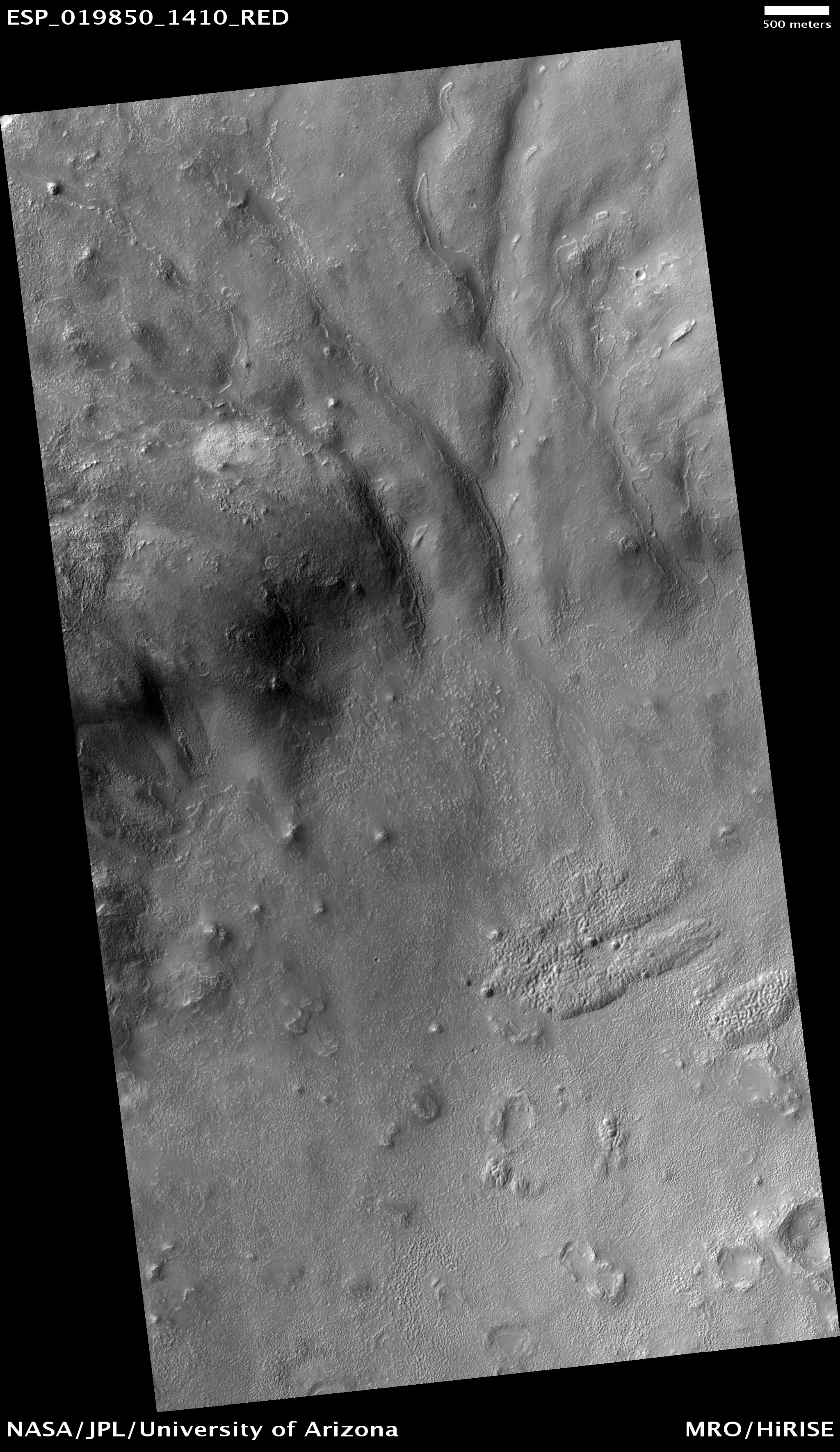
Superfície no quadrângulo de Argyre, vista pela HiRISE, sob o programa HiWish. Imagem localizada em Nereidum Montes.
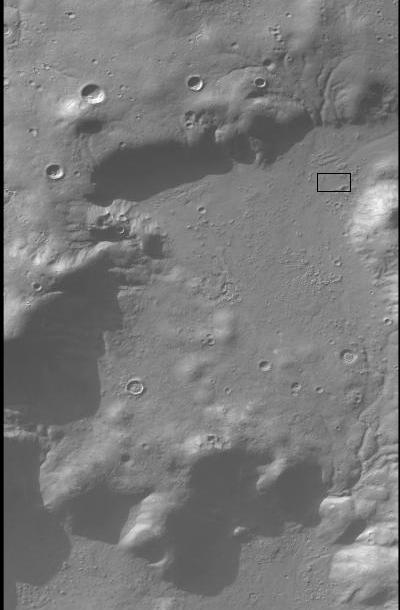
Imagem do CTX mostrando o contexto da próxima imagem.  Um grupo de canais é visível nessa imagem.
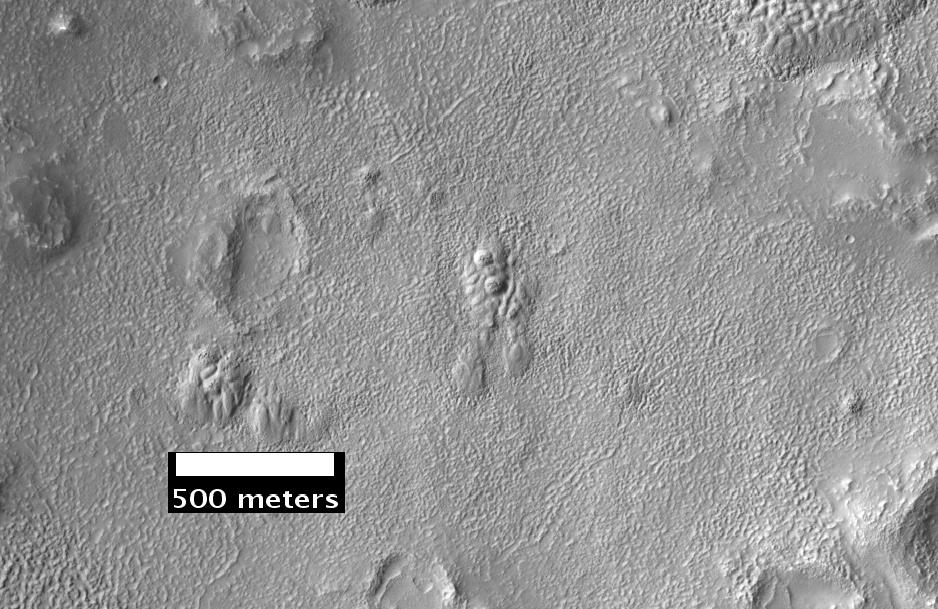
Imagem aproximada da superfície do quadrângulo de Argyre, visto pela HiRISE, sob o programa HiWish.